# Miroslav Šverma
Miroslav Šverma (* 28. listopadu 1983) je český basketbalista hrající Národní basketbalovou ligu za tým BK Sadská.
Je vysoký 185 cm, váží 76 kg. Hraje na pozici rozehrávače.

## Kariéra
- 2002–2003 : Sparta Praha
- 2003–2004 : BK Chomutov
- 2004–2005 : Sparta Praha
- 2005–2007 : BK Sadská
- 2005–2007 : BC Lokomotiva Plzeň (střídavý start v nižší soutěži)

## Statistiky
| Sezóna   | Soutěž      | Odehrané minuty | Průměr na zápas | Body | Průměr na zápas |
| -------- | ----------- | --------------- | --------------- | ---- | --------------- |
| 2001/02  | Mattoni NBL | 2.0             | 2.0             | 0    | 0.0             |
| 2003/04  | Mattoni NBL | 129.4           | 16.2            | 28   | 3.5             |
| 2005/06  | Mattoni NBL | 122.1           | 10.2            | 25   | 2.1             |
| 2006/07* | Mattoni NBL | 224.7           | 17.3            | 68   | 5.2             |

 *Rozehraná sezóna - údaje k 20.1.2007